# Revolta de Creta (1866-1869)

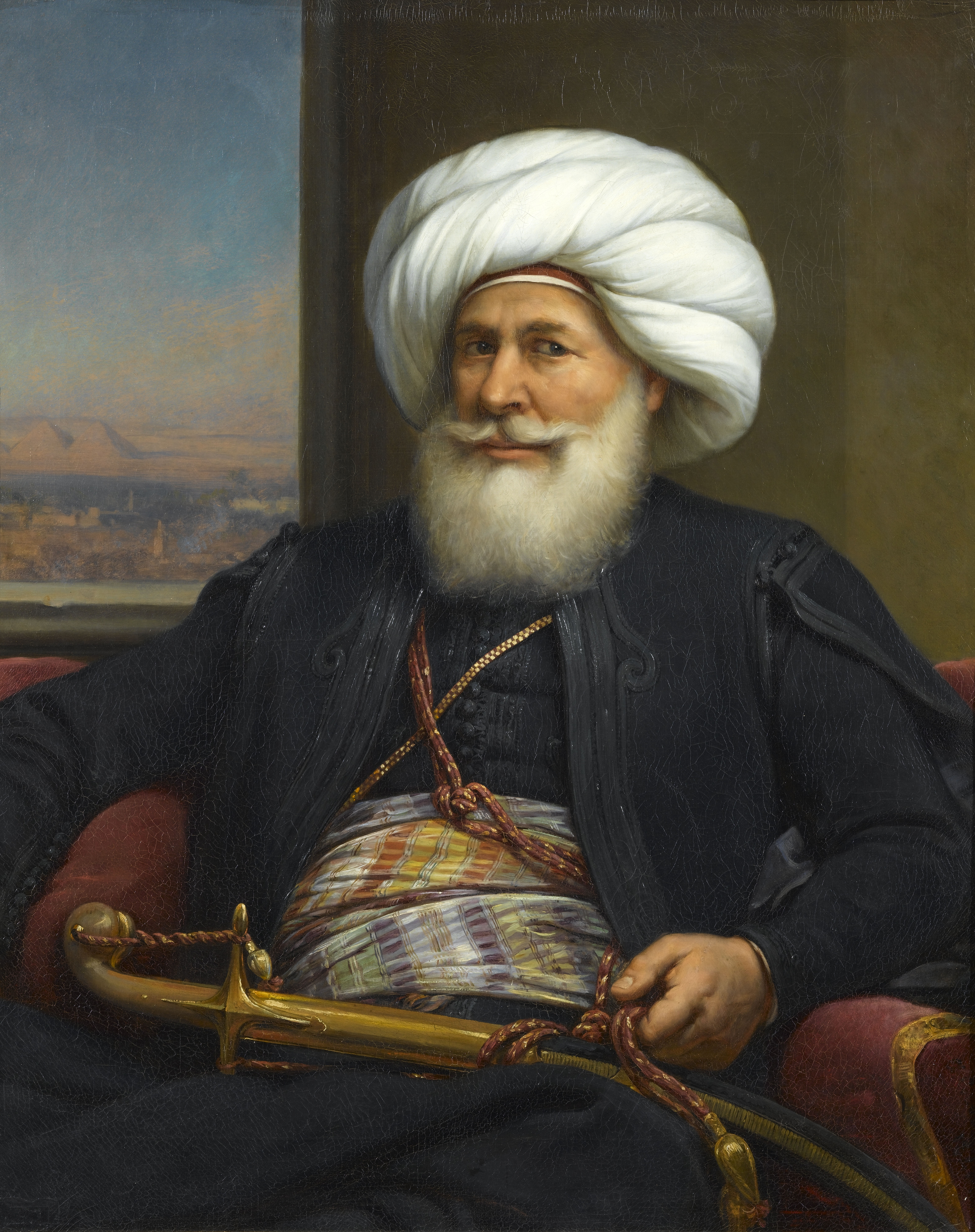
Muhàmmad Alí Paixà

La revolta cretenca de 1866-1869 (en grec: η Μεγάλη Επανάσταση, i Megali Epanàstassi, 'la gran revolta') fou una insurrecció a Creta contra l'ocupació otomana. Aquesta insurrecció va ser part d'un moviment més ampli de desig d'independència de l'illa respecte a l'Imperi Otomà, que la controlava des de mitjan segle xviii. La revolta va tenir una durada de tres anys, i és sovint entesa com la culminació de la lluita contra els otomans, marcada especialment per la massacre del monestir d'Arkadi del novembre de 1866.
Aquesta insurrecció portà a la inserció de Creta en la més àmplia «qüestió d'Orient», el qual s'oposa als interessos diplomàtics de les potències europees.

## Context

### Guerra d'independència de Grècia i parèntesi egipci
Iniciada el 1648, la conquesta de Creta per part de l'Imperi Otomà el 1669 va acabar amb el setge de Càndia. El període otomà de la història de l'illa és ple d'insurreccions. El 1821, Grècia es va rebel·lar contra l'ocupació otomana i Creta va prendre part en la guerra d'independència. Tanmateix, el 1830, al final de la guerra, aquesta darrera no formà part del nou estat grec. El protocol de Londres del 7 de febrer cedí l'illa a Muhàmmad Alí Paixà d'Egipte pels serveis prestats a l'Imperi Otomà durant la guerra de la independència del Peloponès. Alí Paixà nomenà Mustafà Naili Paixà com a governador de l'illa.
Conscient de la dificultat de la tasca, i per tal de guanyar el favor de les grans potències, Muhàmmad Alí posà en marxa una sèrie de mesures destinades a garantir una certa igualtat entre musulmans i cristians. Dos cossos administratius, anomenats surades, foren creats a Heraklion i Khanià, i dos conjunts més petits s'instal·len a Réthimno i Sfakià. En aquests cossos hi havia funcionaris turcs i representants musulmans i cristians de cada província de l'illa. La representació dels cristians en una assemblea, encara que nova, era relativa, ja que el seu nombre era inferior a la dels representants musulmans.
El període egipci va ser un període de grans treballs a tota l'illa: les carreteres, els ponts i els ports van ser crear per primera vegada des de l'època veneciana. El govern egipci prestà especial atenció a l'educació i fundà escoles per als musulmans i els cristians. Finalment, el 1832, va tenir lloc el primer cens de la història a Creta, i es va publicar el primer diari en grec i àrab (Kritiki Ephimeris).
Muhàmmad Alí garantí l'amnistia pels insurgents durant la guerra d'independència de Creta si deposaven les armes i vivien en pau. No obstant això, aquestes mesures pacificadores no foren admeses de forma unànime i foren refusades en el seu moment per molts musulmans, els quals preferiren sortir de l'illa per establir-se a l'Àsia Menor, i cristians que no acceptaren desarmar-se i escolliren exiliar-se a Grècia.

### El retorn dels otomans

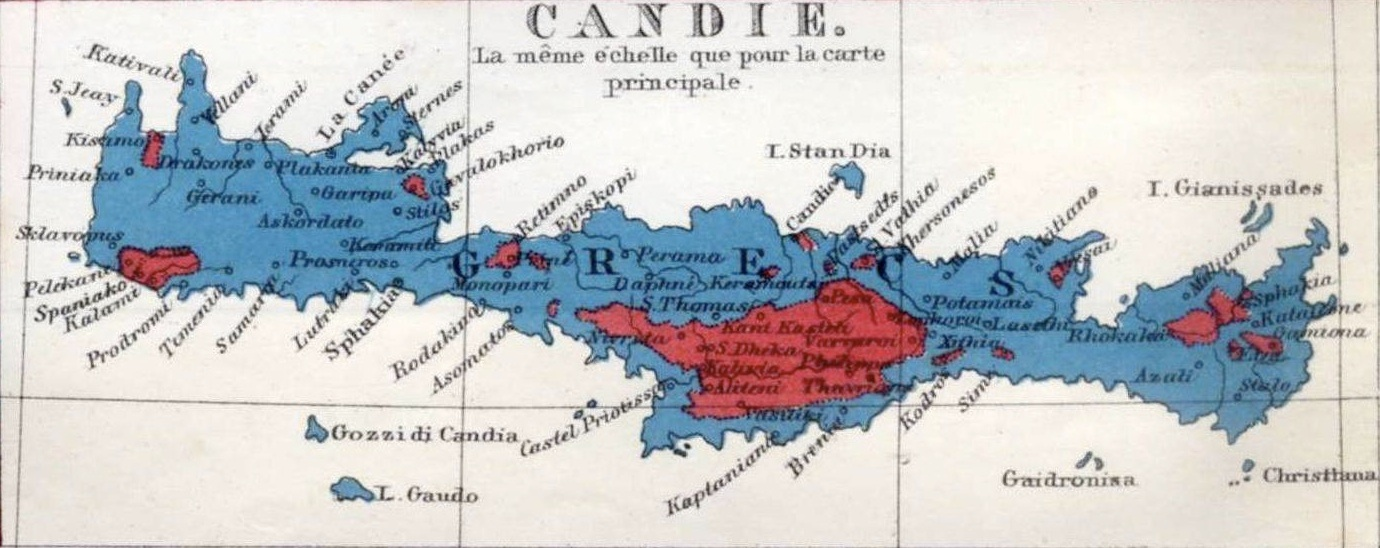
Mapa de 1861 que representa la presència de grecs (en blau) i de turcs (en vermell) a Creta

Aquest parèntesi egipci de relativa pau, malgrat un intent d'insurrecció el 1833, va durar només deu anys: el 1840, la derrota de Muhàmmad Ali a Síria contra l'Imperi Otomà portà al retorn de Creta sota l'autoritat del sultà. De fet, les grans potències que buscaven preservar l'equilibri dels seus respectius interessos a la regió volien mantenir intacte l'Imperi Otomà i decidiren, amb el Tractat de Londres de 1840, rendir-li Creta, cosa que immediatament disparà un nou aixecament a l'illa. A finals de 1840, els líders cretencs exiliats a Grècia, en particular Aléxandros Kumunduros, futur primer ministre de Grècia, van tornar a l'illa per organitzar la revolta, la qual explotà el 22 de febrer de 1841 a tota l'illa però cessà el mes d'abril davant la negativa de les grans potències a intervenir en el conflicte. Molts rebels i civils es van exiliar a Grècia.
Mustafà Paixà va esdevenir governador de Creta i va arribar a l'illa el 31 d'octubre de 1842. Va romandre allí fins al 1850 i el seu nomenament fou com a Gran Visir. Es van implementar noves reformes d'administració. A més de la transferència de la capital d'Heraklion a Khanià i la divisió de l'illa en 23 províncies (kazades), foren nomenats consellers provincials en els principals centres de cada província. Aquests consellers eren assistits per dos sergents, un musulmà (bulukbasi) i un cristià (kastelgiagasi).
El 30 de març de 1856, el Tractat de París va obligar al sultà a aplicar el Hatti-Houmayoun, és a dir, la igualtat civil i religiosa de cristians i musulmans. Les autoritats otomanes, però, s'hi resistiren a Creta. Degut al gran nombre de conversions de musulmans (majoritàriament cristians antics que es van convertir a l'Islam i, per tant, relapsats), l'Imperi Otomà va intentar tornar a la llibertat de consciència. La introducció de nous impostos i del toc de queda va augmentar el descontentament. L'abril de 1858, 5.000 cretencs es reuniren a Boutsounaria. Finalment, un decret imperial del 7 de juliol de 1858 garantí els privilegis cretencs en qüestions religioses, judicials i fiscals ;també es crearen consells d'ancians. Sota l'autoritat directa de l'Església hi havia un consell de set membres a Heraklion i Khanià, i a Réthimno un de sis membres. Un membre del clergat era nomenat per l'Església i els altres sis membres eren elegits pels gremis de comerciants o la burgesia local. Consells similars foren establerts per a la població musulmana.
Durant les següents quatre dècades (fins a la independència del 1898), les revoltes no feren més que seguir la ruta oberta pel Hatti-Houmayoun.
Una segona causa de la insurrecció de 1866 va ser la intervenció en l'organització dels monestirs cretencs del Valí de Creta Hekim Ismail Paixà. Diferents laics advocaren des de 1862 que les propietats dels monestirs estiguessin sota el control del consell d'ancians, amb la finalitat d'establir les escoles, però s'enfrontaren a l'oposició dels bisbes. Ismail Paixà intervingué en aquesta controvèrsia interna dels cristians designant les persones que havien de parlar sobre el tema mitjançant la cancel·lació de l'elecció dels membres "indesitjables" i arrestant i empresonant als membres de la comissió que anaven a Constantinoble per discutir l'assumpte amb el Patriarca de Constantinoble. Aquesta acció provocà reaccions violentes dins de la població cristiana de Creta.

## La insurrecció

### Manifestació a Hàgia Kiriakí

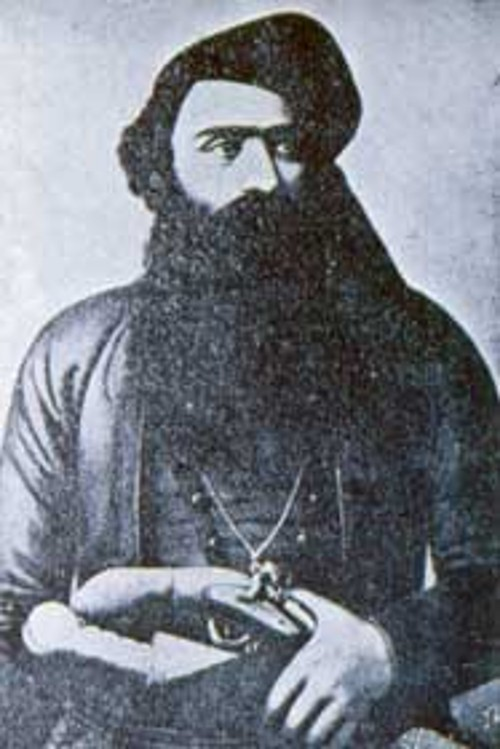
Hatzimichalis Yannaris, cap cretenc de la regió de Khanià.

La primavera de 1866 se celebraren reunions a diversos pobles. El 14 de maig se celebrà una reunió al monestir d'Hàgia Kiriakí a Boutsounaria, prop de Khanià, i s'escrigué una petició enviada al sultà però també als cònsols de les grans potències presents a Khanià. Les seves peticions es presentaren en deu punts:
- Les exempcions fiscals
- La millora del transport públic
- L'aplicació de les disposicions adoptades en els tribunals i les diferents juntes
- Una major llibertat de religió
- La creació d'una banca de préstec
- L'obertura de tots els ports al comerç
- La construcció d'escoles i hospitals
- L'adopció de la llengua grega en els procediments judicials
- La garantia de la llibertat personal
- L'amnistia per als qui havien participat en les revoltes anteriors

Una segona petició fou signada l'endemà, encara a Hàgia Kiriakí, aquest cop dirigida als sobirans de França i de la Gran Bretanya i al tsar de Rússia; s'hi reclamava la unió de Creta amb Grècia. Després de crear aquests documents, la reunió es dispersà i només un comitè restà a l'espera de la resposta oficial.
Abans d'enviar els documents, els cretencs ja havien establert contacte amb els cònsols rus i grec a Khanià. El primer es mostrà oposat a qualsevol moviment revolucionari a l'illa i els aconsellà cercar mitjans pacífics per buscar reformes, prometent-los el seu probable suport. El cònsol grec, per la seva banda, evità l'enviament de senyals d'estímul a la revolta, aconsellant-los que busquessin simplement reduir els imposts. En efecte, el govern grec desaprovà amb vehemència qualsevol moviment insurreccional, tenint en compte que la situació política d'Europa no era favorable a una empresa d'aquesta naturalesa.
Fins i tot abans de la resposta de l'Imperi Otomà, els musulmans es concentraren en les ciutats fortificades de l'illa i les fortaleses rurals, mentre que els cretencs es reuniren a les muntanyes per por de massacres. Els grups rebels, anomenats columnes, es congregaren a les muntanyes a principis de l'estiu de 1866. Ismaïl Paixà demanà la dissolució del comitè del qual l'existència només es considerava un acte revolucionari. La resposta pública vingué del sultà el 20 de juliol: rebutjà les peticions dels cretencs. El sultà considerà que els cretencs, més que qualssevol altres de l'Imperi, gaudien de privilegis i que, per tant, no hi havia cap raó ni dret de demanar l'abolició dels imposts. Pel que fa a les escoles, els hospitals i el transport, reconegué que les millores es podien fer d'una manera limitada. No obstant això, el sultà considerà que per aquestes reivindicacions els cretencs adoptaven un comportament que no es podia considerar més que com una rebel·lió. Va ordenar al governador de l'illa enviar tropes per detenir els líders del moviment i dispersar la resta per la força.

### Proclamació de la rebel·lió
Insatisfet amb la resposta de la Porta, el comitè preparà una declaració de revolució que fou signada el 20 de juliol a Brosnero, i l'envià als cònsols. El 2 de setembre (calendari gregorià; 21 d'agost al calendari julià), l'assemblea revolucionària cridà al poble de Creta a la rebel·lió contra el jou otomà del poble d'Askifu prop de Sfakià, i proclamà la unió de Creta a Grècia.
Mentre la possibilitat d'una revolta resultava cada cop més palesa, els grecs de Grècia, incloent-hi els cretencs que vivien en territori grec, es mobilitzaren per proporcionar als insurgents diners, armes i aliments. A Atenes s'organitzà un comitè central per donar suport als cretencs que fou encapçalat pel governador del Banc de Grècia en aquell moment, Markos Renieris. Al llarg de la revolta, les naus gregues forçaren el bloqueig otomà per reabastir l'illa i evacuar els ferits.
La rebel·lió començà oficialment amb la declaració de la reunió, però els primers enfrontaments tingueren lloc al districte de Selino, al sud-oest de l'illa, fins i tot abans de l'anunci oficial de la revolució. Kriaris liderà la insurgència a la província de Selino, capturà fortaleses –entre elles la de Stavros– i obligà als turcs a retirar-se darrere dels murs de Kàndanos. Cinc dies després de la proclamació oficial de la insurrecció, prop de Khanià, l'egipci Sahin intentà bloquejar el camí a Sfakià. Al capdavant d'una tropa de 5.000 homes, tractà de fer-se amo de la regió de Vrisses, intentant tallar les línies de comunicació als sfakiotes rebels, però va ser assetjat pels rebels de l'Apokóronas, els quals l'obligaren a retirar-se a Khanià, deixant enrere al seu subministrament. · 

### Forces que hi participaren
| Nom                    | Província        |
| ---------------------- | ---------------- |
| Hatzimichalis Yannaris | Kidonia          |
| Konstantinos Kriaris   | Selino           |
| Kostaros Voloudakis    | Apokóronas       |
| Stamatis Hionoudakis   | Sfakià           |
| Michalis Tsouderos     | Hàgios Vasileios |
| Michalis Skoulas       | Mylopotamos      |
| Paul Dedidakis         | Malevizi         |
| Nikolaos Theiakakis    | Monofasi         |
| Antony Zographos       | Pediada          |
| K. Sphakianakis        | Mirabello        |
| A.Katechakis           | Temenos          |

Des dels primers indicis d'un possible aixecament a principis de l'estiu de 1866, l'Imperi Otomà envià 4.600 homes de reforç de tropes egípcies ja presents de forma permanent. Per tant, abans que comencés el conflicte, l'exèrcit otomà era de 25.000 homes. Altres reforços arribaren a l'illa poc després del començament de la revolta, la qual cosa augmentà aquesta xifra a 45.000 el setembre de 1866; les tropes eren dirigides primer per Mustafà Paixà i, a continuació, a partir del març de 1867, per Omer Paixà, qui s'havia lluït amb una repressió ferotge a Bòsnia i Montenegro. Cal afegir els prop de 10.000 turco-cretencs mobilitzats per l'Imperi Otomà. Més que el nombre, els turcs eren superiors als guerrers cretencs pel seu equipament més modern, la seva possibilitat de rebre subministrament i el seu suport econòmic. A més, l'exèrcit otomà estava organitzat i dotat d'experimentats caps militars.
Els rebels cretencs tenien aproximadament 25.000 homes, sovint amb experiència, resistents, molt familiaritzats amb el camp i l'aprofitament de les muntanyes per a transformar el conflicte en una guerra de guerrilles, però es veien obligats sovint a abandonar la lluita per tenir cura de les seves famílies.
El poder revolucionari era exercit per l'Assemblea General i des del començament de 1867 per un govern provisional. Aquest govern no tenia una seu fixa o un nombre determinat de membres. Es movia a les muntanyes per satisfer les necessitats de la rebel·lió. Els cretencs no tenien realment un comandant en cap dirigint totes les operacions, encara que tres cabdills portaren aquest títol: Ioannis Zymvrakakis, germà del ministre grec de l'exèrcit, era el cap d'operacions militars a la regió de Khanià; Panos Koronaios, coronel grec, dirigia les operacions a l'àrea de Réthimno; i Michalis Korakas era responsable de la part oriental de l'illa. Els dos primers eren militars de carrera i eren grecs; no estaven familiaritzats amb l'illa i no estaven familiaritzats amb les tècniques de la guerra de guerrilles. Korakas no era militar de carrera, però era expert en la geografia del país. Molts altres caps militars, o kapetans, dirigiren operacions directes en àrees específiques de l'illa. Sovint no tenien una formació militar, però tenien l'avantatge d'estar familiaritzats amb l'illa i les seves muntanyes.

## La reacció otomana
Davant d'aquests difícils començaments, l'Imperi Otomà i Egipte reemplaçaren els seus caps militars. Durant el lapse de temps de tres anys que durà el conflicte, un mínim cinc governadors diferents foren responsables de la contrainsurgència (Mustafa Naili Pasha, Hüseyin Avni Pasha, Serdar Ekrem Ömer Paixà, Arif Efendi i Kücük Ömer Fevzi Paixà). Egipte reemplaçà Sahin pel seu ministre de guerra, Ismael Paixà; el sultà envià Mustafà Paixà Giritli. Aquest va desembarcar a Creta el 30 d'agost de 1866 i comminà els rebels a deposar immediatament les armes en un termini de cinc dies; a canvi, es comprometé a aplicar reformes justes. L'assemblea revolucionària, que va tenir lloc el 7 de setembre a Kamboi, rebutjà aquesta proposta.

### Mustafà i l'oest de l'illa
Mustafà es dedicà aleshores a lluitar contra els insurgents. Entre el 8 i l'11 de setembre, resistí a Malaxa i posteriorment es dirigí a Selino per ajudar les tropes otomanes a assetjar Kàndanos. Després d'alliberar Kàndanos tornà a Khanià, però les seves tropes patiren una emboscada el 21 de setembre en la qual perdé molts d'homes. La tercera fase de la campanya de Mustafà fou contra les zones muntanyoses prop de Khanià, on molts rebels estaven estacionats. Cremà el poble de Lakkoi, el poble de Hadji Michalis Yannaris i després Thérisso i Meskla. No obstant això, les seves tropes foren empeses cap a Aliakes després de patir pèrdues de 1.500 homes a Kerameia. Obligat a retirar-se de les muntanyes, Mustafà portà la seva ofensiva a les planes d'Apokóronas. El 12 d'octubre, Zymvrakakis fou derrotat a Vafes i patí grans pèrdues.
La derrota cretenca de Vafes debilità la moral dels insurgents i molts perderen l'esperança. Mustafà inicià una nova crida a deposar les armes i prometé l'amnistia. Oferí igualment als grecs vinguts a donar ajuda als cretencs la possibilitat de retornar al continent amb seguretat. Cercà sobretot la submissió dels sfakiotes, i nombrosos pobles al voltant de Sfakià es rendiren. En altres regions, com a Lassithi, els pobles també es rendiren, cosa que va fer pensar que la revolta s'apagava.

### Les operacions a l'est de Creta
Les operacions militars otomanes a la part oriental de l'illa comencen a partir de principis de setembre de 1866 a la regió d'Heraklion. Les dones i els nens de la localitat d'Hàgios Myron que es refugiaren en una cova van ser massacrats. Després, les tropes anaren a Almyro però foren repel·lides el 8 de setembre. En contrast, el dia 13 a Kastamonitsa i Amariano els insurgents no pogueren repel·lir els 8.000 turcs i es veieren obligats a retirar-se després de perdre'n 70 davant del cap local, Emmanuel Tyllianakis.
A finals de desembre, el vapor Panhellenion arribà a Creta amb el coronel maniota Dimitrios Petropoulakis i 350 voluntaris, els quals desembarcaren a Fodele, on foren immediatament atacats per les forces turques i obligats a refugiar-se a les muntanyes prop de Malevizi. No obstant això, el 15 de gener de 1867, els turcs foren derrotats a Tílissos, on 600 d'ells foren assassinats. Del costat cretenc, el cap local Paul Dedidakis també morí.

## El drama d'Arkadi

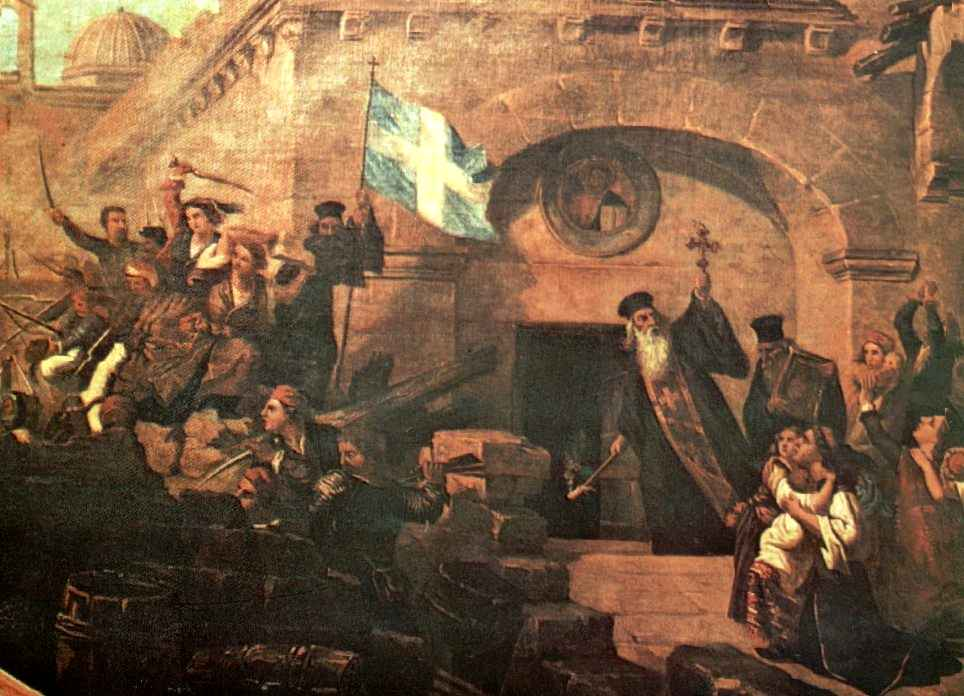
Pintura representant el drama d'Arkadi

El Comitè Revolucionari de Réthimno tenia la seu al Monestir d'Arkadi. Panos Koronaios hi nomenà Ioanis Dimakopoulos comandant de la guarnició, assistit pel Pare Gabriel Marinakis.
Després de la seva victòria a l'Apokóronas Mustafa avançà cap a l'àrea de Réthimno. El 8 de novembre de 1866, el seu exèrcit 15.000 homes van envoltar el monestir d'Arkadi. 300 rebels i 600 dones i nens hi havien trobat refugi. Malgrat la seva gran superioritat numèrica, els turcs no prengueren al monestir en el primer dia. L'endemà, la porta oest cedí i, quan els otomans irromperen dins del monestir, els insurgents van fer esclatar les reserves de pólvora, preferint la seva mort a la rendició. En total 964 rebels, dones i nens es van immolar. Cent cretencs són capturats i només tres o quatre d'ells van aconseguir escapar. Per la part turca, hi hagué 1.500 morts.

## Cap al final de la revolta

### Darreres campanyes de Mustafà
Després dels esdeveniments d'Arkadi, Mustafà es dirigí a noves operacions contra la Muntanya de Khanià (27 de novembre) i contra la regió de Selino. Es beneficià d'una falta de coordinació entre els principals líders de Creta a causa d'un desacord sobre l'organització del comandament. La resistència a Mustafà es veu, per tant, reduïda.
La seva nova meta va ser Sfakià. Les tropes otomanes es transportaren per via marítima a la costa sud de l'illa, prop de Sfakià (Hàgia Rumeli i Frangokàstel·lo) a finals de l'any 1866. El mateix Mustafà va anar a Frangokàstel·lo al gener. En una posició difícil, els Sfakiotes es refugiaren en les esquerdes en l'esperança de ser rescatats pels vaixells grecs i europeus estacionats fora.
El dur hivern forçà a Mustafà i les seves tropes a retirar-se. No obstant això, aconseguí la rendició de diversos pobles i dels seus líders. Però en el camí de tornada a Khanià, l'exèrcit otomà va ser atacat a les gorges de Katre, on 500 soldats van morir.
L'Imperi Otomà, que es va haver d'enfrontar a la pressió internacional, va decidir el gener de 1867 enviar a Creta Server Efendi, portant un decret imperial anunciant l'elecció i designació dels representants (un musulmà i un cristià en cadascuna de les províncies de l'illa), enviats a Constantinoble per tractar el tema de Creta. La missió de Server no dona fruit i el sultà va decidir retirar Mustafà i reemplaçar-lo amb el croat convertit al l'islam, Omer Paixà.

### Omer Paixà

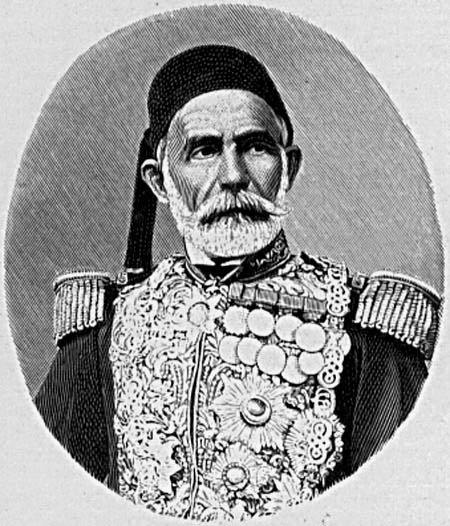
Omer Paixà

Omer Paixà van arribar a Creta el març de 1867 i llavors es posà el cap d'un exèrcit de 25.000 soldats turcs i egipcis. L'objectiu principal d'Omer era Sfakià, que atacà l'abril en diversos fronts sense aconseguir el seu propòsit. Portà llavors els seus esforços a la part oriental de l'illa, deixant a Mehmet Paixà a Apokóronas i Ali Sarchos a Khanià per contenir l'activitat dels rebels a l'oest de l'illa i evitar l'enviament de reforços als insurgents a l'est. Atacat contínuament pels rebels a les regions de Mylopotamo i Malavizi, no va aconseguir arribar a Heraklion fins al 10 de maig. A partir d'aquí, va concebre el seu pla per a la regió de Lassithi, que a imatge de Sfakià, a l'oest de l'illa, era la base rebel i el punt principal de subministrament per l'est de l'illa.
Korakas i altres caps locals bloquejaren les vies d'accés a l'altiplà de Lassithi, mentre Omer concentrava les seves forces a Kastelli, on s'ajuntaren amb les forces d'Ali Sarchos i les d'Ismael Paixà provinents de l'oest. De Kastelli, Omer va aconseguir creuar el cim del mont Efendis, un dels principals cims del Massís de l'Ida i des d'aquest a l'altiplà de Lassithi, que albergava els insurgents (21 de maig). Korakas, amb un petit regiment de cavalleria va aconseguir contenir inicialment les forces turques abans de rendir-se davant la superioritat numèrica i tècnica. L'altiplà fou llavors destruït pels homes d'Omer.
Aquest èxit d'Omer va ser de curta durada: immediatament després de la sortida dels turcs cap a Heraklion, els residents i els insurgents vingueren de nou a la plana de Lassithi.
Després que Omer tornà a l'oest a Khanià, una part de l'exèrcit restà a la plana de Messara. S'enfrontà el 13 de juny als cretencs a Gergeri i van patir grans pèrdues. Omer es va unir al seu exèrcit a Tymbaki a la Massara per tal d'organitzar un nou atac contra Sfakià. El 23 de juny, una part del seu exèrcit va sortir a la regió de Sfakià, mentre que la resta passà a través de l'interior de l'illa i es va unir a les tropes d'Omer a Askifu. Malgrat el reforç dels cretencs d'altres regions per defensar Sfakià, Omer Paixà va aconseguir doblegar la regió i va causar una gran destrucció al mateix poble de Sfakià. No obstant això, una onada de calor va causar forta escassetat d'aigua i un cop més els turcs es van retirar i abandonaren la regió.
Una altra campanya, aquesta vegada contra la plana d'Omalós i la Gorja de Samarià, el 31 de juliol, va quedar en no-res.
Les campanyes conduïdes per Omer mostraren que l'exèrcit turc era més que capaç de competir i dominar els rebels cretencs, però que era difícil imposar una hegemonia permanent i estable, especialment en les zones remotes i de difícil accés. A cada retirada de l'exèrcit turc, els insurgents reprenien aviat les seves posicions. A més, la situació i la creixent indignació de la comunitat internacional van obligar al sultà a fer un canvi en la seva política a Creta i adoptar una política de concessió i conciliació.

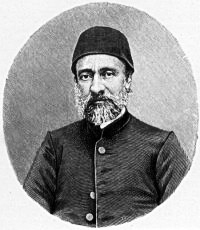
Mehmet Emin Âli Paixà

El 5 de setembre de 1867, el sultà cridà Omer Paixà, acordà una amnistia general i va anunciar un alto el foc de cinc setmanes. El gran visir Ali Paixà va ser enviat a Creta per proporcionar una nova constitució que establia l'autonomia relativa de l'illa i atorgava privilegis a la població cristiana. En arribar el 22 de setembre de 1867, Ali Paixà va informar a l'assemblea revolucionària que estava disposat a considerar qualsevol forma de govern, amb la condició que els cretencs es desarmassin en un termini de 45 dies, i renunciassin a la unió amb Grècia. L'assemblea s'hi va negar i continuaren les hostilitats. No obstant això, Ali començà a iniciar les seves reformes, anunciant eleccions i convocar una aparença d'assemblea a Khanià, composta de trenta musulmans i vint cristians, cap dels quals era un membre reconegut de la societat cretenca: molts acceptaren aquest nomenament sota pressió o suborn.

### La llei orgànica
L'11 de novembre de 1867, Âli proposà a l'assemblea de Khanià un nou projecte administratiu, que consta de catorze mesures relatives a l'administració de Creta. Aquestes mesures, anomenades "Llei orgànica de Creta" incloïen una sèrie de privilegis. Així, Creta va ser elevada al rang de Vilayet, supervisat per un vali, o governador general. L'illa es va dividida en cinc consells i vint províncies.
| Consell (capital)              | Província        |
| ------------------------------ | ---------------- |
| Consell de Khanià (Khanià)     | Kidonia          |
|                                | Selino           |
|                                | Kissamos         |
| Consell de Sfakiá (Vamos)      | Sfakià           |
|                                | Hàgios Vasileios |
|                                | Apokóronas       |
| Consell de Réthimno (Réthimno) | Réthimno         |
|                                | Mylopotamos      |
|                                | Hàgios Vasileios |
| Conseil de Càndia (Càndia)     | Malevizi         |
|                                | Temenos          |
|                                | Kanourio         |
|                                | Pyrgiotissa      |
|                                | Monofatsi        |
|                                | Viannos          |
|                                | Pediada          |
| Consell du Lassithi (Neàpoli)  | Merabello        |
|                                | Ieràpetra        |
|                                | Sitia            |

Aquesta llei permetia als cristians ser nomenats en tots els nivells de govern i als tribunals. La llei també preveia la desgravació fiscal, l'establiment d'un banc i l'equivalència plena de les dues llengües, grega i turca. Finalment, havia de ser nomenada una assemblea amb poders legislatius a nivell local.
Aquestes directives són promulgades amb motiu d'un decret imperial del 8 de gener de 1868 i publicat el 3 de febrer a Creta.
Aquestes concessions propostes es suposava que apaivagarien als cretencs, ja que responien a les sol·licituds realitzades abans de la revolta. Però després de més d'un any de conflicte, els rebels semblaven tenir més grans ambicions i no van quedar satisfets amb aquestes concessions.

## Epíleg

### Fi de la revolta

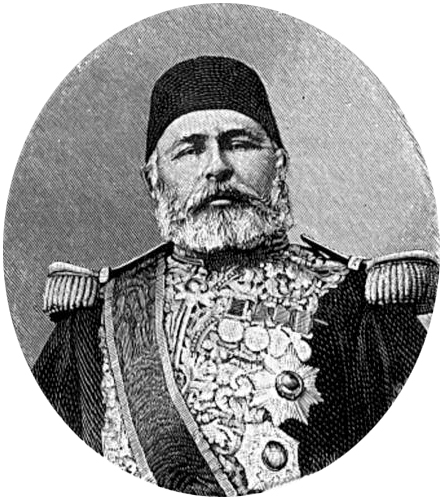
Hussein Avni Paixà

La lluita dels insurgents cretencs no s'aturà per tant després de la promulgació de la llei orgànica. No obstant això, Ali Paixà va tornar a Constantinoble, i el novembre de 1867, Hussein Avni Paixà va esdevenir governador de Creta.
La línia de conducta d'Hussein és diferent de la dels seus predecessors. En adonar-se que, fins ara, les campanyes han tingut resultats pobres i no podien millorar de manera sostenible la situació, es va decidir controlar províncies iniciant la construcció d'una multitud de torres i fortaleses en llocs estratègics. Es va formar així una cadena que cobria tota l'illa, les torres havien de proporcionar un control militar permanent i un millor control dels insurgents. Aquest sistema va ser eficaç, la lluita dels insurgents es limità a una guerrilla l'any 1868, sense que es produïssin efectes significatius.
A més, l'ajuda de Grècia es feia amb més dificultat, sobretot després que els ports es van fer accessibles només als vaixells degudament autoritzats. El vapor Arkadion es va enfonsar a la costa sud de Creta, i el desembre de 1868, l'Enosis és perseguit fins a l'illa de Siros, on es veu impossibilitat de tornar a la mar, l'octubre de 1868, la rebel·lió torna a estendre-se a l'oest de Creta amb la destrucció de Sfakià. En l'Orient, Korakas tractà de mantenir la revolta, però va ser en va.
El govern insurreccional acabà brutalment l'11 de desembre de 1868. Se'l va assetjar a Gonia i la majoria dels seus membres van ser assassinats. El 30 de desembre, els líders de les sis províncies orientals decidiren continuar la lluita, però no tenien suport real de la població.
El gener de 1869, la conferència de París es desenvolupà sense representant grec. La conferència va convidar el Govern grec a abstenir-se de qualsevol acció militar a l'illa. Creta restà en poder del sultà, però va ser declarada província privilegiada, que es regia per estatuts especials concedits el 1867. El cop final a la rebel·lió es produí el 18 de gener de 1869: el paixà de Càndia dona deu dies als rebels per rendir-se. Al cap de deu dies es posà preu els caps dels senyors de la guerra de Creta. Presa del pànic, es reuniren a Tzermiado el 26 de gener. Dividits encara més sobre la continuïtat del moviment, la major part com Konstantinos Sphakianakis, van decidir rendir-se. Alguns es van negar a desarmar-se i van anar a viure en la clandestinitat. Uns pocs fanàtics es llançaren a escaramusses des de les gorges de l'interior de l'illa fins a la primavera de 1869.

### Retorn a l'ordre i perspectiva d'un nou conflicte
Aquests tres anys de conflicte van deixar a Creta debilitada econòmicament. Aquesta situació es va veure agreujada per la sortida de 50.000 cretencs a les illes gregues i al continent, la majoria dones i nens. Entre aquests refugiats, un dels casos més famosos és el de la família de Elevthérios Venizelos, que va partir el 1866 a Cítera i després a Siros.
Tot i la simpatia atreta pel moviment, sobretot després de la tragèdia d'Arkadi, l'aixecament va fracassar en el seu desig de canviar la visió de les grans potències sobre l'estatut de Creta.
L'assemblea de Creta, composta de cristians i musulmans, es reunia quaranta dies a l'any i examinava les reformes en el transport, les obres públiques, el comerç, l'agricultura i l'educació. No obstant això, totes les decisions havien de ser aprovades i signades pel govern otomà. Els primers anys, l'assemblea estava paralitzada i només funcionava parcialment. L'administració otomana estava directament involucrada en l'elecció dels membres i la representació ètnica era molt favorable per als musulmans. Per tant, els cristians que representaven el 74% de la població no tenien més que una majoria de dos i després d'un seient. Fins i tot els jueus, que representaven només cinquanta famílies tenien un representant. Per tant, la població cristiana, tot i que tenia una gran majoria tenia poques possibilitats d'aconseguir les seves propostes. El Governador General de l'illa, que era el president de facto de la reunió, gestionava el procés de manera autoritària i no dubtà en dissoldre l'Assemblea abans del final de les sessions de quaranta dies, abans que les mesures es poguessin prendre.
A la pràctica, la llei orgànica no s'aplicà plenament. Els representants de Creta demanaren la introducció de les mesures contingudes en els acords de 1867-1868. A la inversa la població musulmana buscava la seva abolició i les autoritats empresonaren o exiliaren als que protestaven en contra de les violacions de la llei orgànica.
La dècada que va seguir la revolució de 1866-1869 va ser un període difícil per a Creta. Després de l'aixecament, la població es va reduir a causa dels combats, exilis i expulsions. Moltes aldees estaven desertes, i la terra no es conreava. Per mantenir l'ordre, els governadors generals que seguiren eren sobretot militars que donaven poc crèdit a les reformes.
A partir del 1871, l'Imperi Otomà entrà en un període d'inestabilitat política. Els principis liberals que estaven començant a sorgir en l'Imperi no triomfaren més que a Creta, on la classe dominant s'oposà a qualsevol concessió acordada als cristians. El 1875, la revolució a Bòsnia i Hercegovina despertà de nou la insurgència dels cretenc. Els comitès revolucionaris es reuniren de nou per preparar-se per una possible revolta. L'Assemblea de Creta envià al Sultà, el 22 de maig de 1876, una sèrie de denúncies que incloïen una millor representació dels cristians a l'assemblea. També es garantiria que la llei orgànica no pogués ser modificada per un decret imperial. El 2 d'agost, la Porta feu pública la seva negativa a respondre positivament a totes les queixes, excepte les referents a la fundació d'un banc, la introducció d'una escola pública obligatòria i el dret a publicar diaris. Les concessions són considerades insuficients pels insurgents que van desencadenar un nou aixecament el 1878.

## La resposta internacional

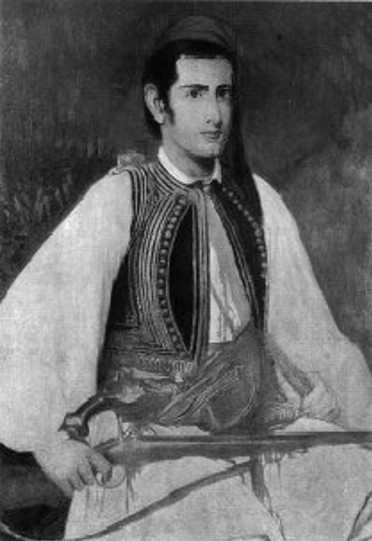
Samuel Gritley Howe, filohel·lè americà

Gran Bretanya i França, mantenien l'statu quo en el si de l'Imperi Otomà. França es va negar, d'altra banda, a donar suport a Creta sense estar segura del seu suport contra Prússia.
Rússia, humiliada pel Tractat de París era l'única que donà suport als cretencs i va fer arribar el seu suport a través dels seus representants a l'illa. No obstant això, Rússia, desgastada per la guerra de Crimea, no podia actuar sola.
A Grècia, la insurgència gaudia d'un ampli suport popular. Però el govern grec no podia ajudar ni militar ni econòmicament a Creta, sobretot perquè Turquia mantenia tropes al mateix temps, a la frontera nord. A més, els polítics grecs estaven dividits sobre el suport a donar a l'illa. Així, Dimítrios Vúlgaris, pro-britànic, era reticent, mentre que Alexandre Koumoundouros recolzava la política russa. En general, el govern grec dirigit per Benizelos Rufos s'oposà clarament a la revolta. Grècia tancava els ulls davant les recol·lectes i sortides de voluntaris i no podia fer més. Des de l'inici de la revolta, diners, aliments i municions van ser recollits i enviats de Grècia a l'illa. A Atenes, un comitè de suport fou organitzat i dirigit per un advocat d'origen cretenc, Markos Renieris, que també era governador del Banc de Grècia. A l'illa de Siros, un altre comitè s'organitzà i envià municions i voluntaris. Al llarg de la revolta, els vaixells Hydra, Panhellenion, Arkadion, Creta i Enosis forçaren el bloqueig per portar els refugiats a Grècia.
Però la crisi a Creta va donar lloc a una inestabilitat política a Grècia mateixa: no menys de sis governs es succeïren durant el període de tres anys del conflicte.
La tragèdia d'Arkadi va ser un punt d'inflexió en l'opinió mundial. El cas recordà l'episodi de Missolonghi i els filohel·lens de tot el món es pronunciaren a favor de Creta. Els voluntaris serbis, hongaresos i italians, a continuació, arribaren a Creta. Gustave Flourens, que ensenyava en el Col·legi de França, hi va estar d'acord i arribà a Creta a finals de l'any 1866. Va formar un petit grup de filocretencs amb altres tres francesos, un anglès, un nord-americà, un italià i un hongarès. Aquest grup publicà un fullet sobre la qüestió d'Orient i el Renaixement cretenc, contactà amb els polítics francesos i organitzà conferències a França i Atenes. Els cretencs l'anomenaren membre de l'assemblea, però la seva acció havia de lluitar contra la negativa de les grans potències. La seva activitat va tenir com a principal conseqüència fer perdre les maneres a l'ambaixador de França a Grècia, Arthur de Gobineau qui va ser cridat a París per "errors diplomàtics". Es van publicar al diari de Trieste Kleio cartes escrites per Victor Hugo per alertar l'opinió pública mundial. Algernon Swinburne o Giosuè Carducci li dedicaren odes ardents.
En no trobar el suport necessari de les principals potències europees, els cretencs buscaren l'ajuda dels Estats Units. En aquest moment, els Estats Units estaven tractant d'establir-se a la Mediterrània i mostraren interès per Creta. Els informes indiquen que volien un port a la Mediterrània i que pensaven, entre altres coses, en comprar l'illa de Milos o obtenir una illa de la Porta. La lluita cretenca trobà un ressò favorable en l'opinió pública nord-americana. Els filohel·lens americans feren avançar la idea de la independència de l'illa, i l'any 1868, s'envià una sol·licitud de reconeixement de Creta lliure a la Cambra de Representants dels Estats Units, però finalment es va decidir per la via diplomàtica, preferint seguir una política de no-intervenció en els afers otomans.